# Dianhydrid kyseliny ethentetrakarboxylové
Dianhydrid kyseliny ethentetrakarboxylové je chemická sloučenina se vzorcem C6O6, dvojnásobný anhydrid kyseliny ethentetrakarboxylové (C6H4O8). Molekula se skládá ze dvou maleinanhydridových kruhů spojených svými alkenovými skupinami. Jde o světle žlutou olejovitou kapalinu rozpustnou v dichlormethanu a chloroformu.
Tato sloučenina a její reakce byly poprvé popsány v roce 1967. Získat ji lze mimo jiné pyrolýzou kyseliny ethentetrakarboxylové
a mikrovlnnou pyrolýzou Meldrumovy kyseliny. Dvě molekuly Meldrumovy kyseliny se přitom redukčně dimerizují za vzniku alkenové vazby na každém kruhu. Kruhy se následně hydrolýzou esterů otevírají za vzniku kyseliny ethentetrakarboxylové, která se poté cyklizuje jako u prvního postupu.
Teoreticky je možný i izomerní dianhydrid se vzorcem C6O6, také obsahující dvě malonanhydridové jednotky spojené alkenovými skupinami (CAS 160032-88-2).